# Pachmarhi
Pachmarhi (Hindi: पचमढ़ी) ist eine Kleinstadt mit etwa 12.000 Einwohnern im Distrikt Narmadapuram im indischen Bundesstaat Madhya Pradesh. Pachmarhi war während der britischen Kolonialzeit eine Bergstation im Pachmarhi Cantonment.

## Lage und Klima

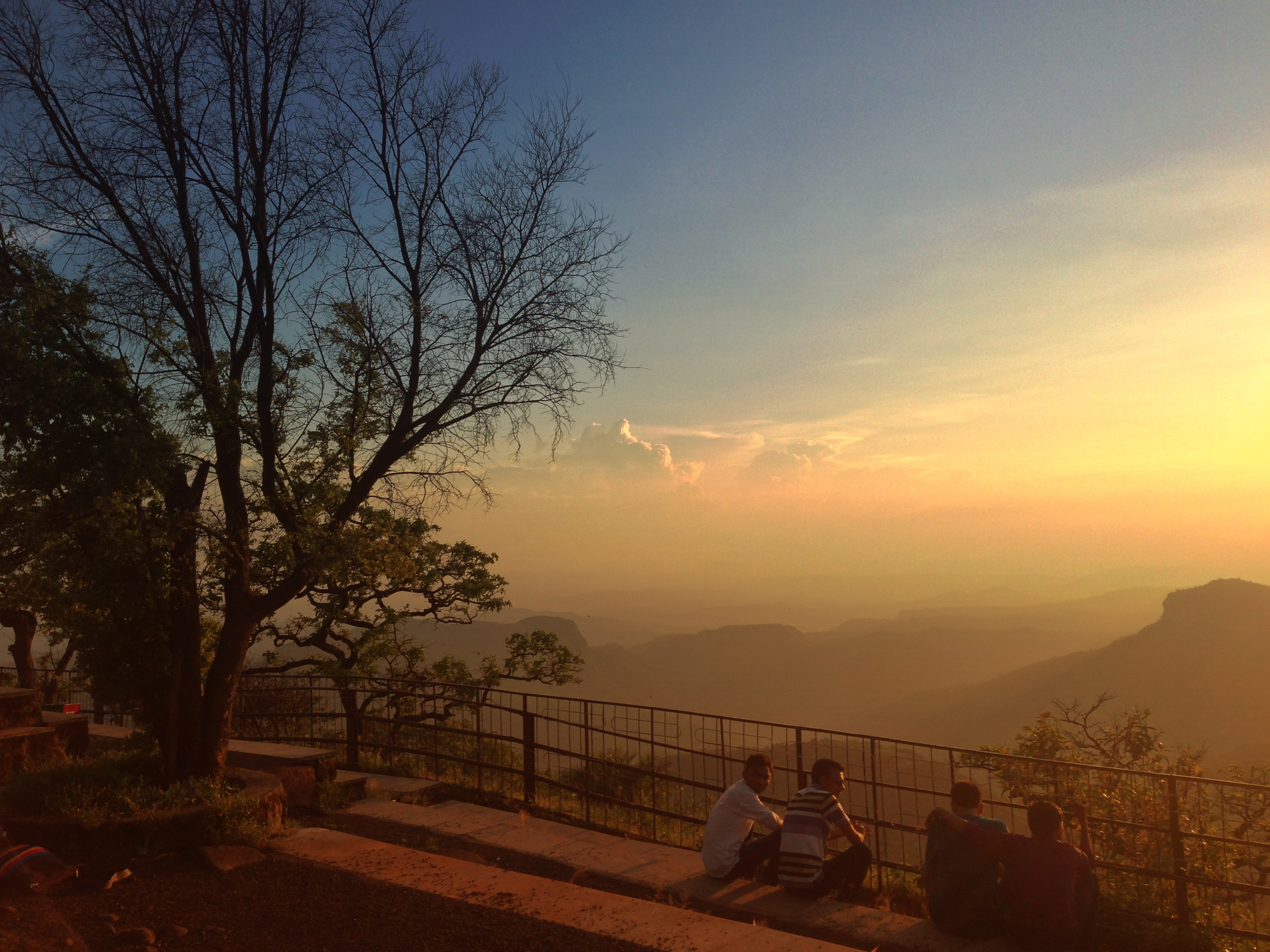
Sunset Point

Pachmarhi befindet sich in einem durchschnittlich 1065 m hoch gelegenen Talkessel des Satpuragebirges inmitten des Satpura-Nationalparks knapp 200 km (Fahrtstrecke) südöstlich der Millionenstadt Bhopal und ist auch als Satpura ki Rani („Königin von Satpura“) bekannt. Der höchste Punkt des Gebirges ist mit 1352 m über Normalnull der Dhupgarh oder Dhoop Garh. Am Fuß dieses Berges liegt ein selten benutzter Feldflugplatz, daneben hat die indische Armee ein Ausbildungscamp. Die Distrikthauptstadt Narmadapuram liegt ungefähr 120 km nordwestlich von Pachmarhi.
Das Klima ist im Allgemeinen gemäßigt bis mild; Regen (ca. 2010 mm/Jahr) fällt nahezu ausschließlich während der sommerlichen Monsunzeit. Der Ort und seine waldreiche Umgebung sind seit Mai 2009 von der UNESCO als Pachmarhi Biosphärenreservat ausgewiesen. Hier wurden bereits Tiger und Leoparden beobachtet, auch eine artenreiche Flora hat sich angesiedelt. Mehrere kleine Wasserfälle (Bee Falls und Silver Falls) bilden ein touristisches Highlight.

## Wirtschaft
Die Region ist traditionell landwirtschaftlich orientiert. Seit dem Ende des 20. Jahrhunderts spielt auch der (hauptsächlich sommerliche) Tourismus eine bedeutende Rolle im Wirtschaftsleben der waldreichen und zerklüfteten Region.

## Namensgebung und Geschichte
Der Name des Ortes wird auf die Pandava-Brüder und die entsprechenden Hindi-Wörter zurückgeführt, die hier während ihres dreizehnjährigen Exils in fünf (panch) (marhi) (Höhlen) gelebt haben sollen. Im Mittelalter gehörte die Gegend zum Einflussbereich der Gond. Im Jahr 1857 wurde das Hochtal von einem britischen Armeetrupp entdeckt; danach entwickelte es sich schnell zu einer exklusiven Hill Station mit Sanatorium.

## Die Stadt und ihre Bevölkerung
Die flächenmäßig kleine Stadt ist aber mit 1200 Personen pro Quadratkilometer relativ dicht besiedelt. Sie steht mitsamt ihrer Umgebung unter Militärverwaltung des Pachmarhi Cantonment Board der indischen Armee.
Etwa 85 Prozent der Einwohner sind Hindus, etwa 11 Prozent Moslems; der Rest entfällt auf andere Glaubensgemeinschaften wie den Jains, Sikhs, Christen, Buddhisten. Am weitesten verbreitet ist die Sprache Hindi. Der Anteil der männlichen Bevölkerung ist rund 40 Prozent höher als der weibliche, was hauptsächlich an den zahlreichen männlichen Saisonarbeitern liegt.

## Sehenswürdigkeiten
Hier eine Auswahl an interessanten Bauwerken und Sehenswürdigkeiten:
Die Verkündigungs-Kirche (Church of the Annunciation) im Ort ist eine anglikanische Pfarrkirche aus dem Jahr 1892.
Die Pandava Caves, etwa einen Kilometer südlich des Ortes, bilden eine Gruppe von mehreren buddhistischen Höhlentempeln aus der Zeit des 5./6. Jahrhunderts. Noch weiter südlich, zirka sieben Kilometer Fahrtstrecke, liegt der Chauragarh Hill, auf dessen Gipfel ein moderner Shiva-Tempel steht. Unmittelbar daneben findet sich eine Zusammenstellung von mehreren hundert – von Pilgern mitgebrachter – trishula-Votivgaben.
Einige Felsmalereien befinden sich rund fünf Kilometer nordöstlich des Ortes und können besichtigt werden.

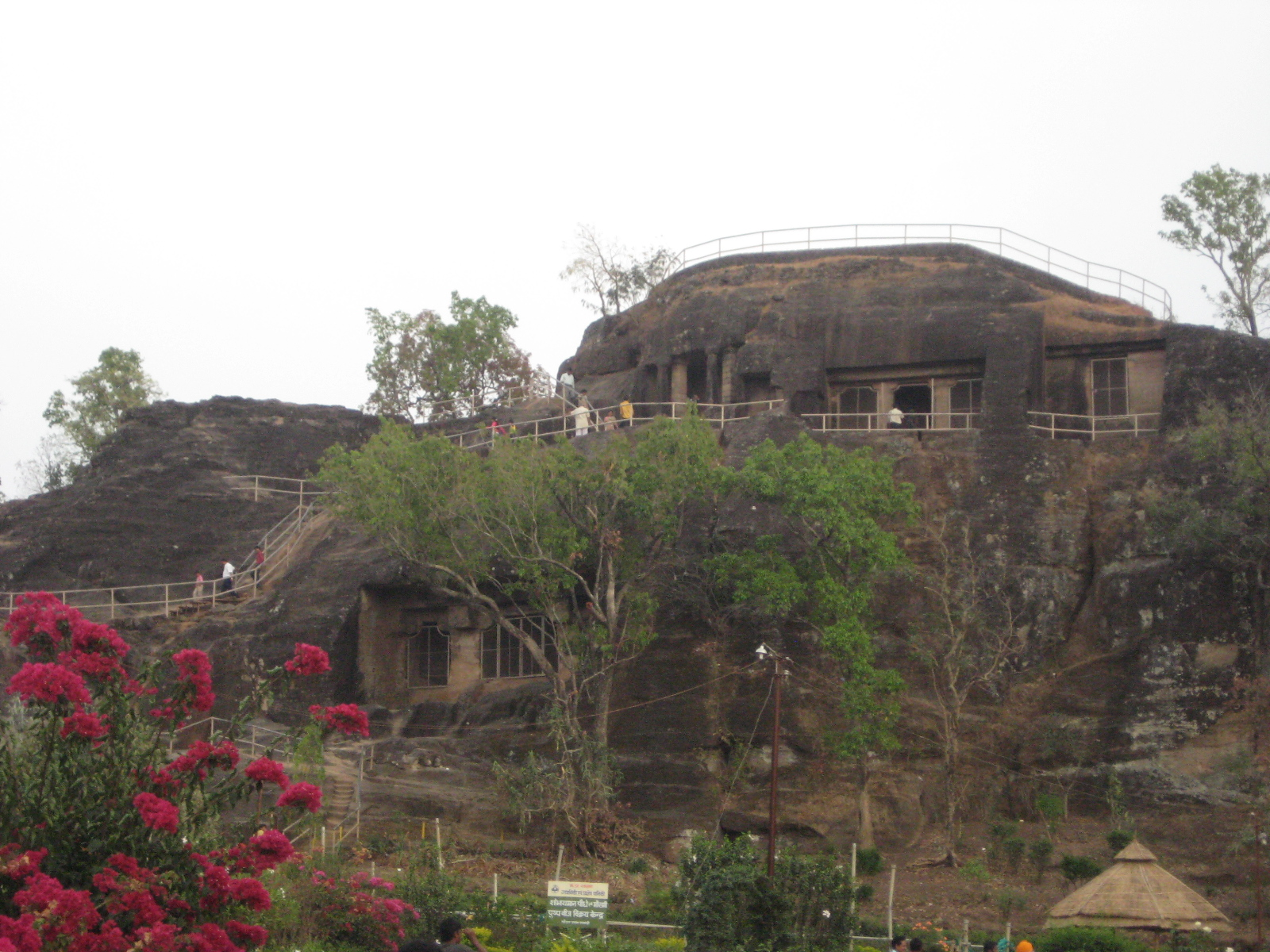
Pandava Caves
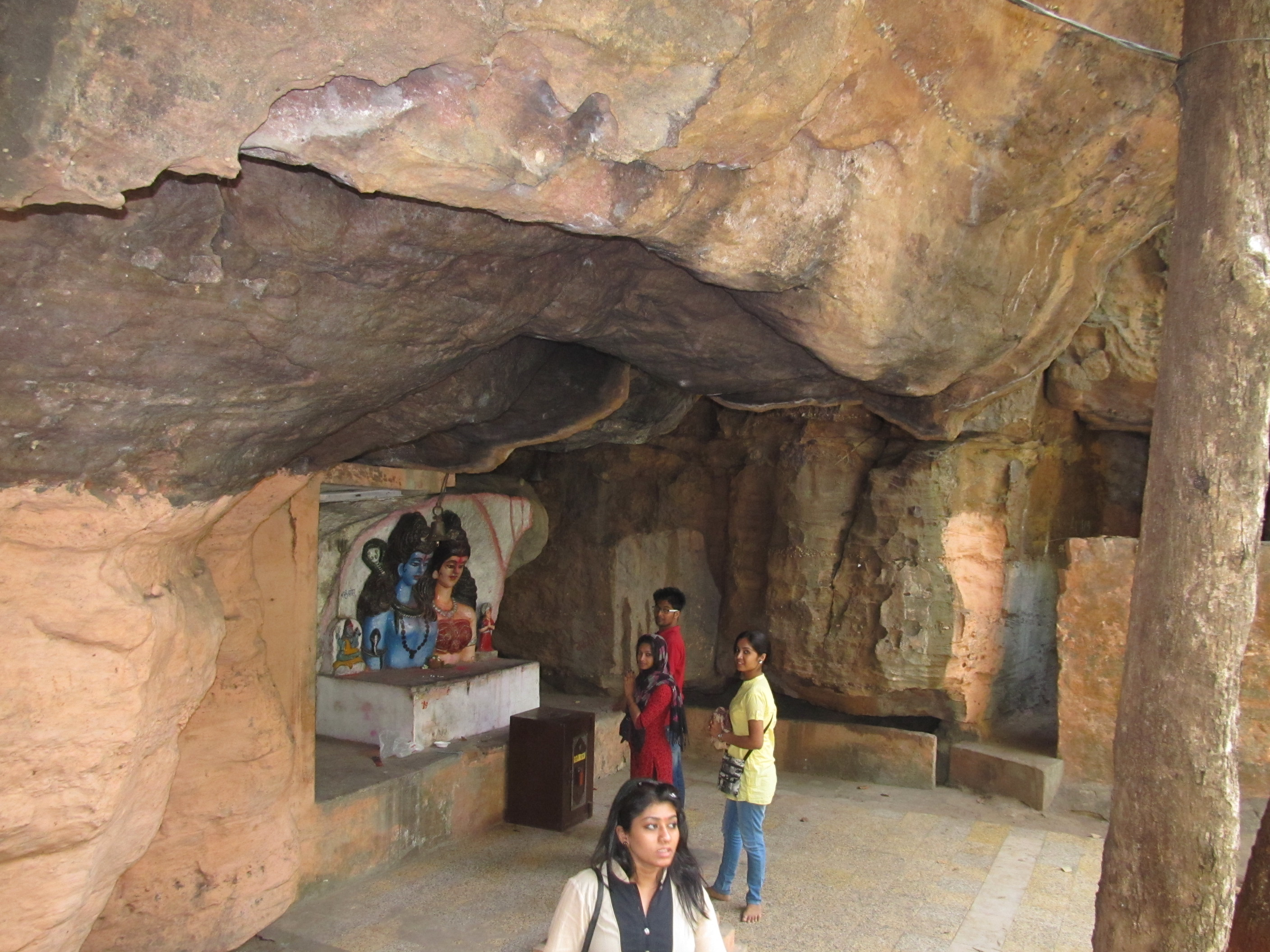
Jatashankar-Tempel
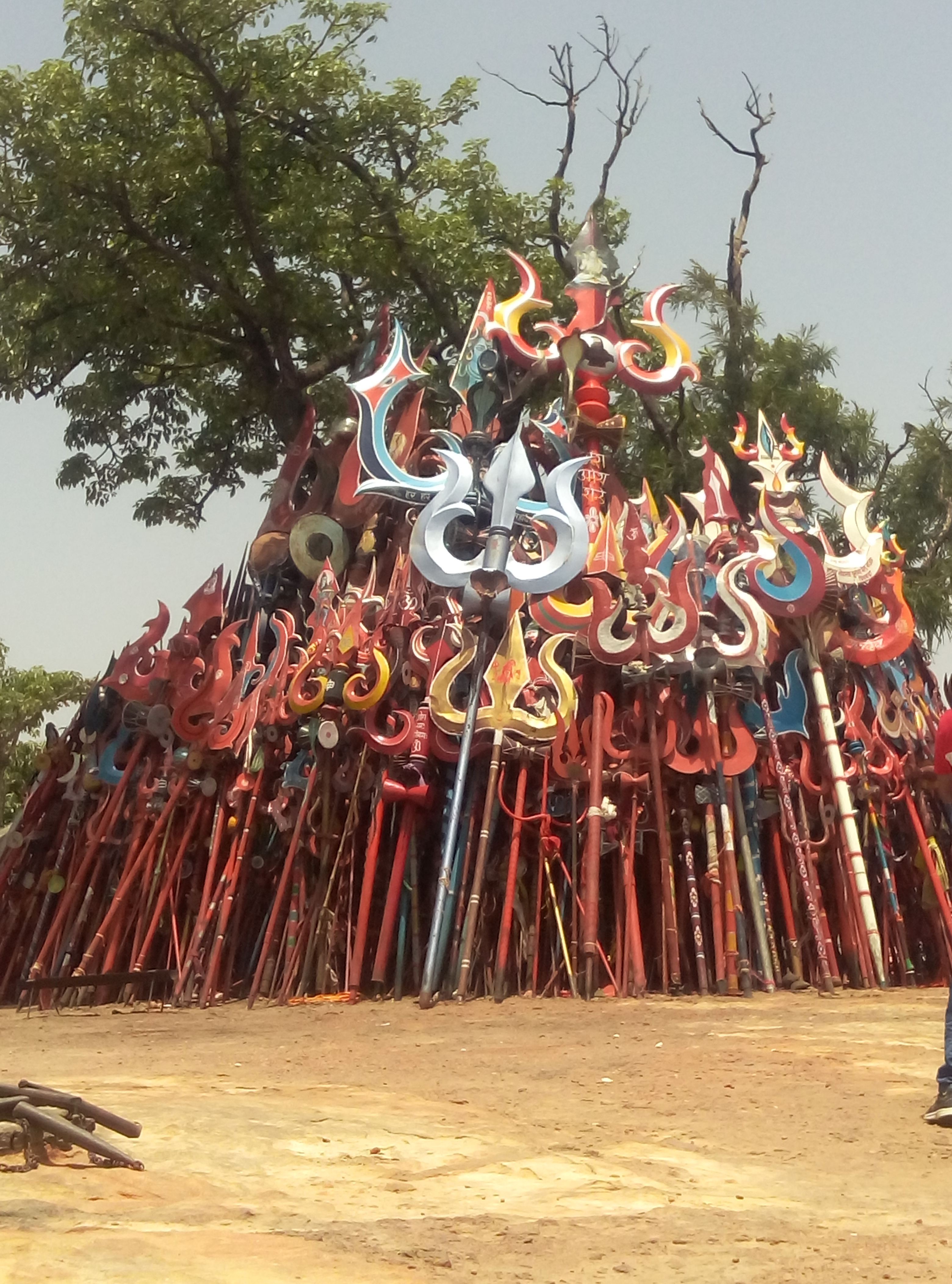
trishulas beim Chauragarh-Tempel
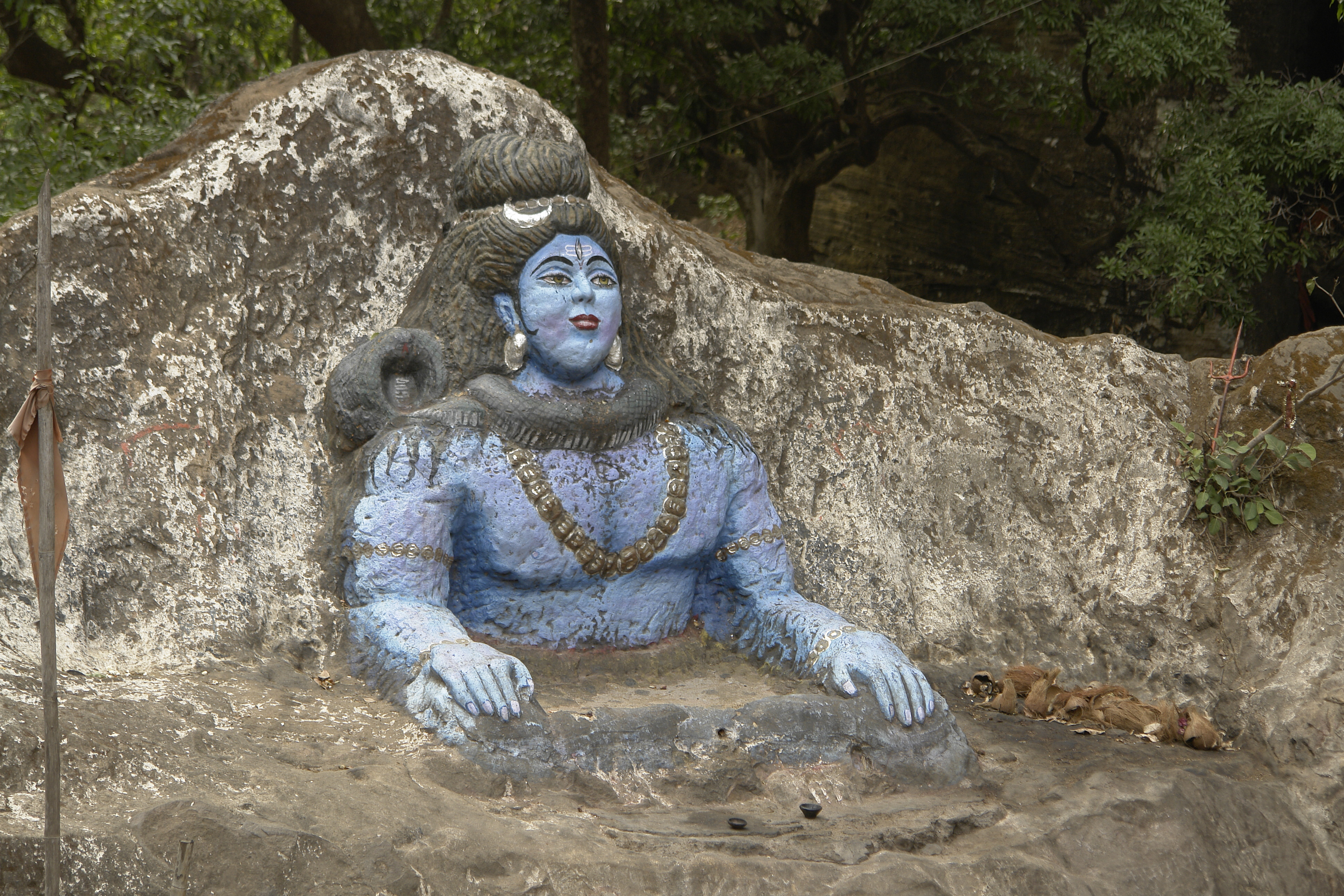
Shiva-Statue
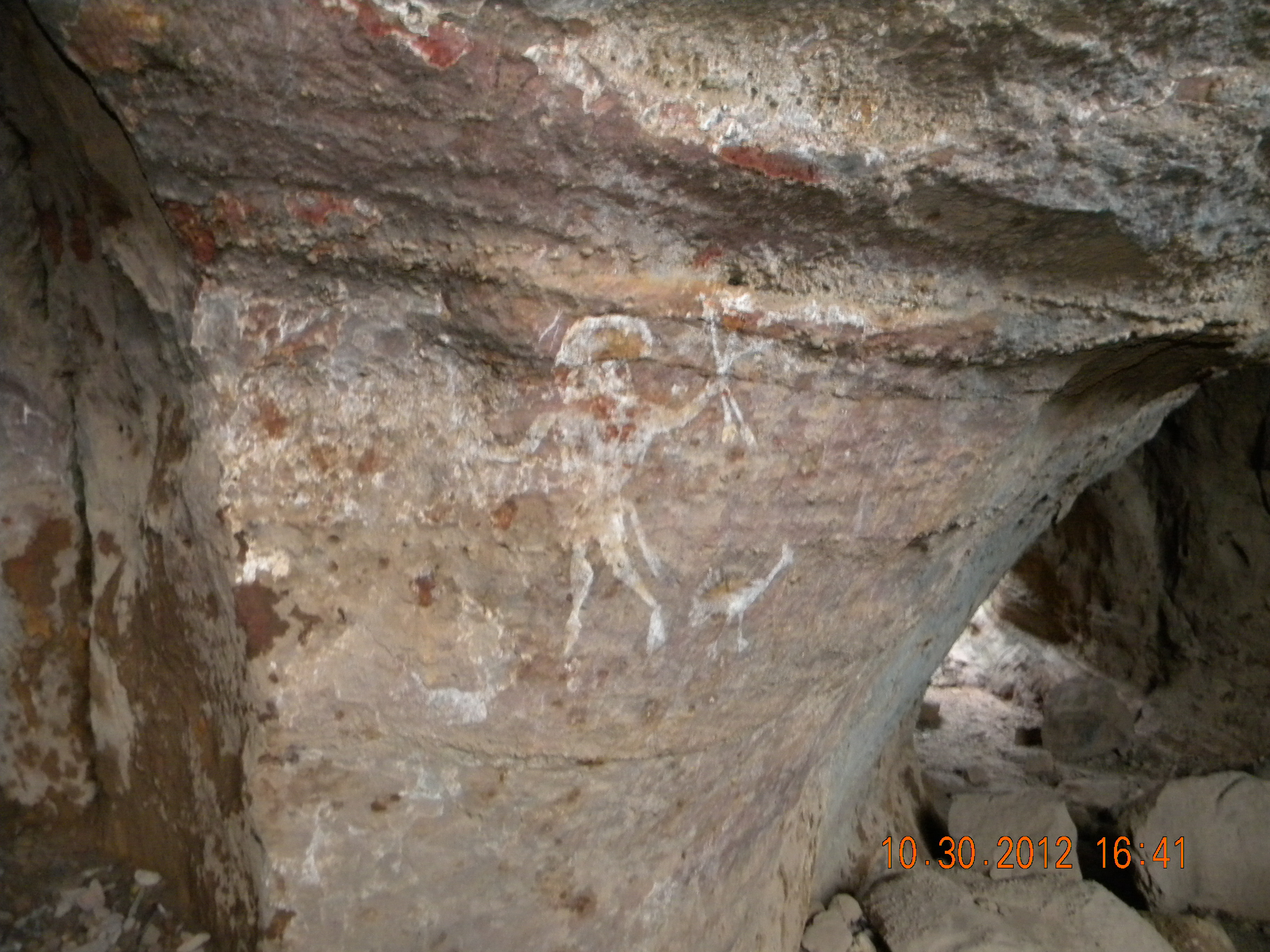
Felsmalerei